# Tijolo de vidro
Tijolo de vidro ou bloco de vidro é um material de construção que pode usado em substituição aos diversos outros tipos de tijolos.
É composto por duas paredes de vidro, com uma camada de ar entre as mesmas. Pode ter diversos tipos de acabamento: transparentes ou translúcidos, liso, ondulado ou em bastonetes. Os tijolos podem ser de vedação completa ou vazados permitindo a passagem do ar entre ambientes. É possível encontrá-lo em diversas cores conforme o fabricante. Pode ser usado tanto em fachadas como em ambientes internos das construções.

## Principais características
- Translucidez (cerca de 75٪ de transmissão de luminosidade)
- Resistência a alterações térmicas
- Peso aproximado de 17 kg/m²
- Transmissão térmica de 2,5 Kcal/m2h°C
- Isolamento acústico a 100 Hz de 40dB

## Restrições
- As alvenarias compostas de vidro não são estruturais
- Os tijolos de vidro não devem ser instalados em ambientes com temperatura inferior a 4°C
- Possuem um custo mais elevado em relação aos tijolos comuns